# Lucjusz Cossonius Gallus
Lucius Cossonius Gallus – rzymski polityk i senator za czasów Trajana i Hadriana. Pochodził z patrycjuszowskiego rodu. Jego pełne imię brzmiało Lucius Cossonius Gallus Vecilius Crispinus Mansuanius Marcellinus Numisius Sabinus.
Gallus rozpoczął karierę jako tribunus legionu XXI Rapax. Przed rokiem 100 był triumvir capitalis, a potem legatem prowincji Azji. W 115/116 Gallus był prokonsulem Sardynii. W 116 był konsulem dodatkowym (consul suffectus) z Decimusem Terentiusem Gentianusem. W 117/118 był legatus Augusti pro praetore Galacji a w 120 namiestnikiem Judei.